# Miquel de Cortiada

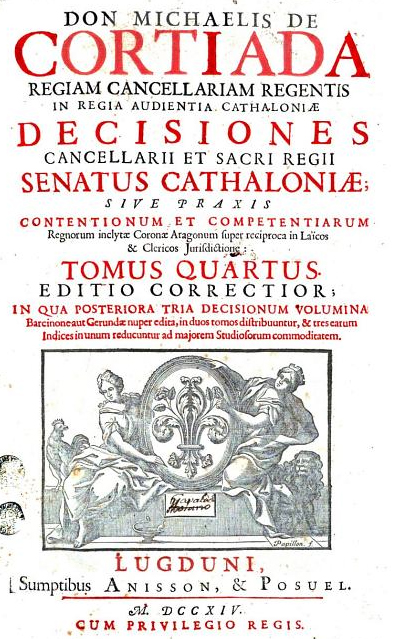
Frontis del tom IV de les Decisiones, edició del 1714.

Miquel de Cortiada (Lleida, ? - Barcelona, 1691) fou un jurisconsult català.
Doctorat en dret a la Universitat de Lleida, esdevingué catedràtic de Dret romà l'any 1650. Exercí de fiscal patrimonial a Sardenya i Barcelona, així com de regent de l'Audiència de Barcelona. Fou l'autor de Decisiones cancellarii et Sacri Regni Senatus Cathaloniae (1661-65), llibre d'importància cabdal per conèixer la legislació de la Corona d'Aragó i del Dret canònic, reeditat a Lió (1692) i a Venècia (1727). També escrigué un alegado contra l'abat del monestir de Bellpuig de les Avellanes amb l'objectiu de defensar el patronat reial, l'any 1671.
La seva ciutat natal li va dedicar un carrer a l'eixample.